# 貝南電鯰
貝南電鯰，為輻鰭魚綱鯰形目電鯰科的其中一種，分布於非洲西部及中部的淡水流域，體長可達22.3公分，生活在底中層水域，屬肉食性，具有發電器官，生活習性不明，可做為食用魚。

## 擴展閱讀
維基物種上的相關：貝南電鯰